# Juan Torres Odelin
Juan Torres Odelin est un boxeur cubain né le 12 février 1960 à Santiago de Cuba.

## Carrière
Sa carrière amateur est principalement marquée par un titre de champion du monde champion du monde remporté à Reno en 1986 dans la catégorie poids mi-mouches après sa victoire en finale contre le portoricain Luis Roman Rolon.

## Référence
1. ↑  (en) Résultats des championnats du monde de boxe amateur 1986 (amateur-boxing.strefa.pl)